# Albatros C.II
O Albatros C.II foi um protótipo de um avião biplano caça/reconhecimento alemão, desenvolvido pela Albatros Flugzeugwerke.
Esta aeronave e o predecessor Albatros C.I não devem ser, no entanto, ser confundidos com o OAW C.I e OAW C.II, que eram aeronaves completamente diferentes produzidas pela Fábrica da Albatros de Schneidemühl, conhecida como OAW ( Ostdeutsche Albatros Werke GmbH ).

## Desenvolvimento
Foi desenvolvido em finais de 1915, quando a Albatros ponderou a aplicação de um tipo de avião empurrador, ou impelidor, para serviço na Luftstreitkräfte.
Anteriormente, este desenho de avião foi evitado pelos desenvolvedores e projetistas alemães, no entanto, começou a ser ponderado no último trimestre de 1915, na fábrica de Johannisthal da Albatros.
Dado isto, denota-se que o Albatros C.II foi, portanto, uma tentativa da Albatros de avaliar a possibilidade de aplicação deste tipo de arquitetura nos aviões da Luftstreitkräfte. Apenas um protótipo foi construído em início de 1916, com a denominação de C.27/15 pela Idflieg, entidade avaliadora e classificadora dos aviões militares alemães durante a I Guerra Mundial.

## Características
Este protótipo, além de possuir a hélice atrás do cockpit, possuía também a designada Gitterschwanz, nome dado pelos alemães à cauda em treliça, usado pelos aviões aliados no início da guerra. Ao invés da típica fuselagem da Albatros nesta altura, o Albatros C.II possuía uma nacela curta, com um motor Benz Bz. III, refrigerado a líquido, que debitava no máximo 112 kW, acoplado a uma hélice de duas pás. A nacela do protótipo tinha uma cabine aberta para o observador/artilheiro na frente e uma para o piloto atrás. O uso da nacela foi utilizado de modo a tentar compactar e reduzir o peso total do avião.
A configuração resultante tinha fraquezas inerentes devido ao seu desenho de avião empurrador. Mas, pelo lado positivo, fornecia um campo de tiro claro do assento do artilheiro, que não colocava em risco a hélice, o que era o problema em aeronaves com a hélice à frente, sem o sistema de disparo sincronizado de Fokker. 

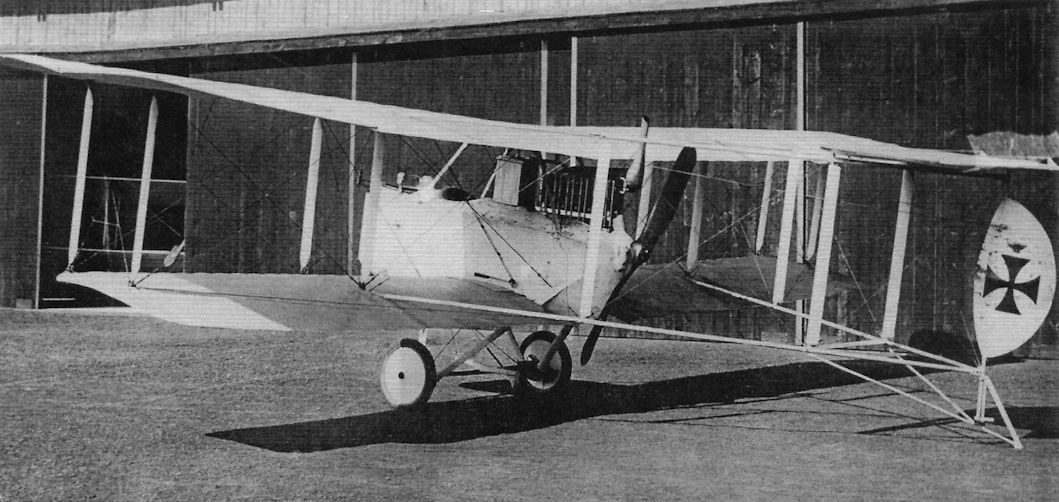
Visão traseira do Albatros C.II (1916)

## Desempenho
A avaliação do primeiro voo de teste é desconhecido. Pelas fotografias existentes, a rajada da hélice sujou o leme com terra, o que poderá inferir, ou não, para alguns problemas de desenho da hélice. O C.II foi considerado inferior à máquina britânica e foi rejeitado para produção.
Este modelo foi, após teste, descartado e nunca entrou em produção.

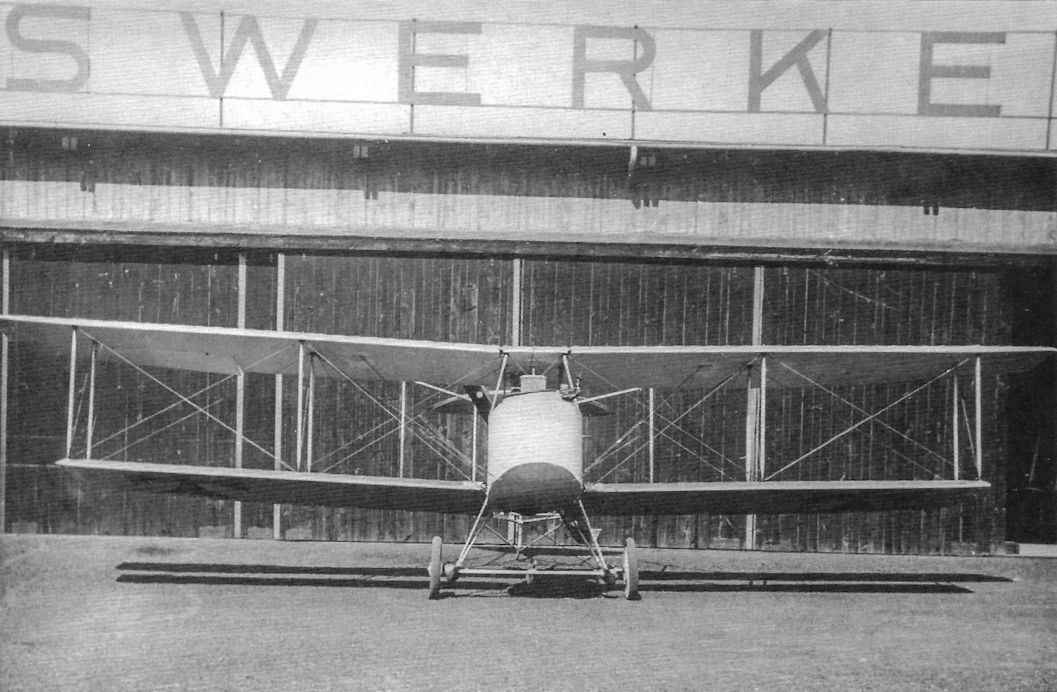
Protótipo do Albatros C.II (fotografia tirada na entrada da fábrica de Johanninsthal da Albatros-FlugzeugWerke